# Chain gang
Un chain gang est un groupe de prisonniers enchaînés ensemble et contraints d'effectuer des travaux pénibles, consistant par exemple à casser des rochers, généralement le long des routes et voies ferrées en construction. Ce système a principalement été utilisé au Sud des États-Unis où, depuis  1955, il a largement été abandonné dans tous les États à l'exception de l'Arizona, qui l'utilise encore sur la base du volontariat.

## Galerie

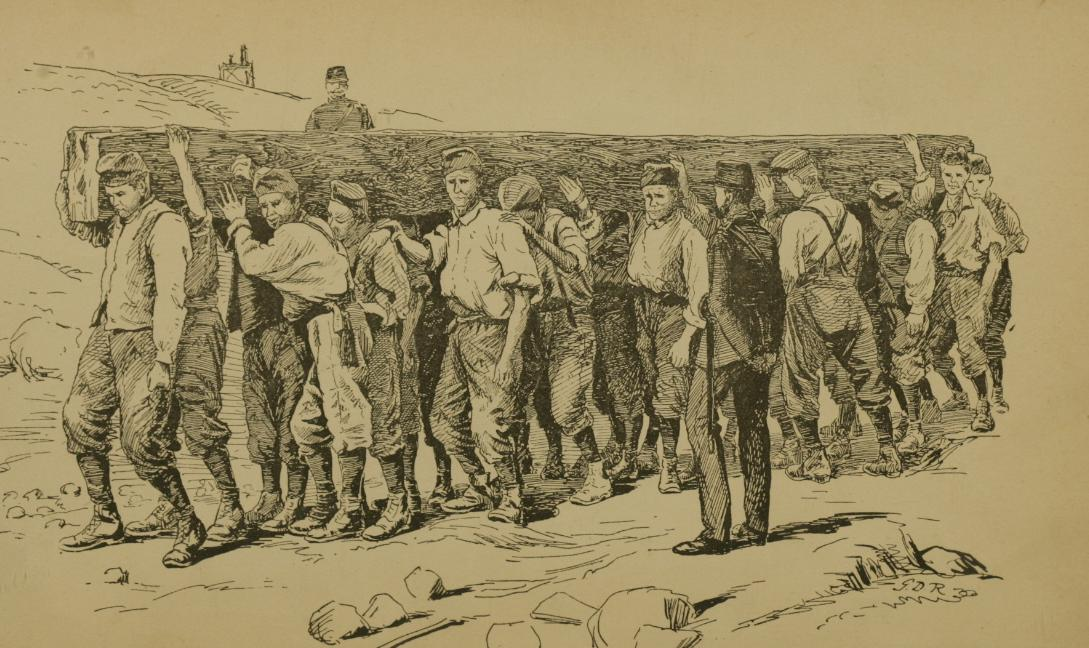
Un chain gang au travail, illustration de 1894
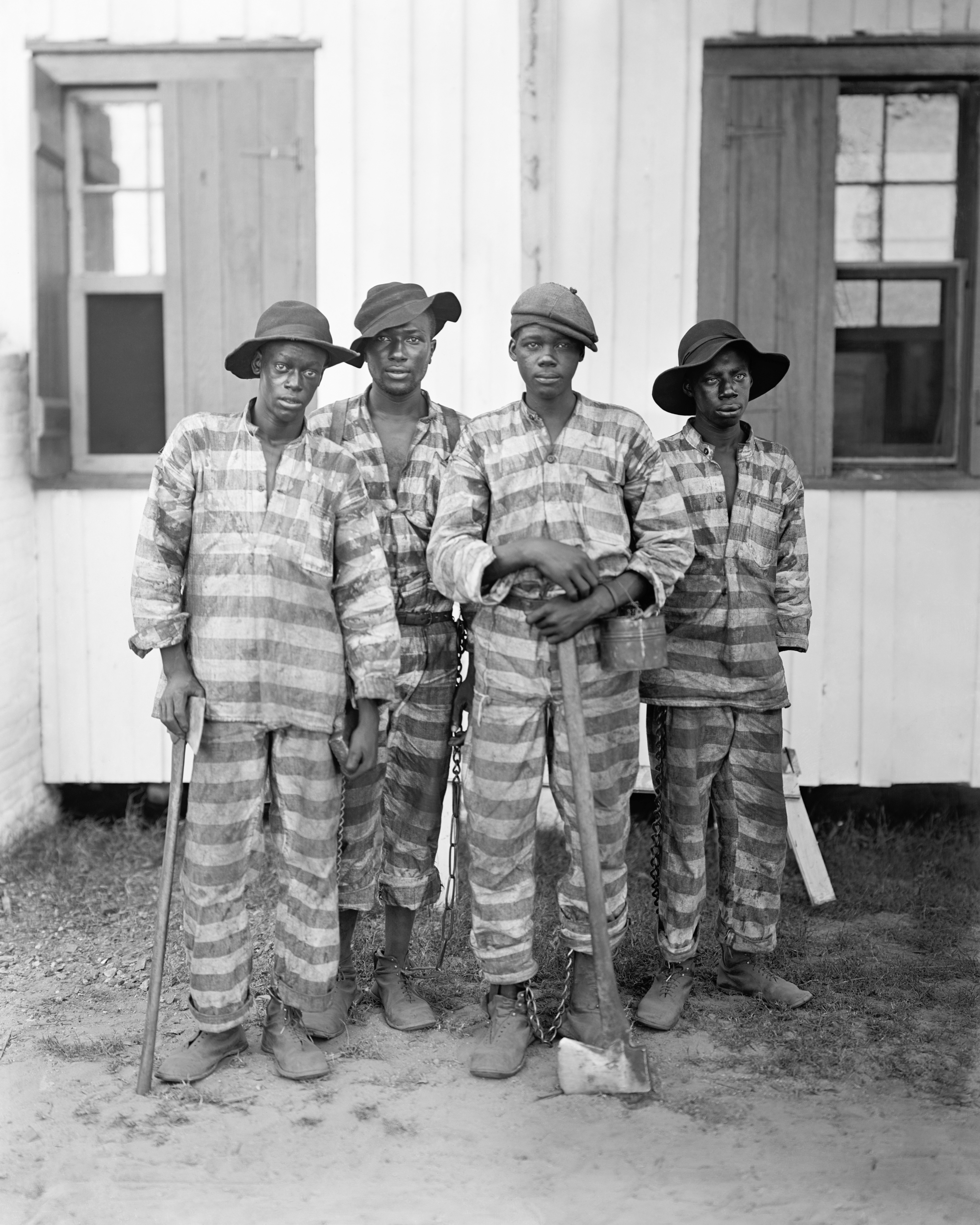
Les membres d'un chain gang dans le sud des États-Unis, entre 1900 et 1906.
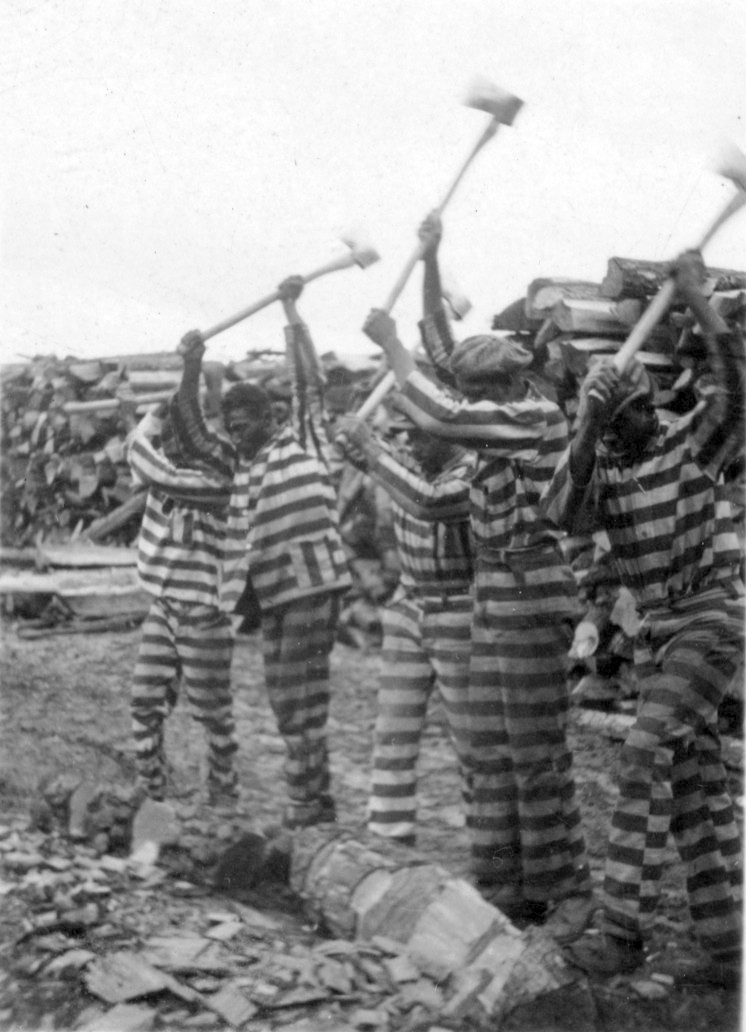
Des condamnés afro-américains travaillant dans une cour à bois, Caroline du Sud en 1936.
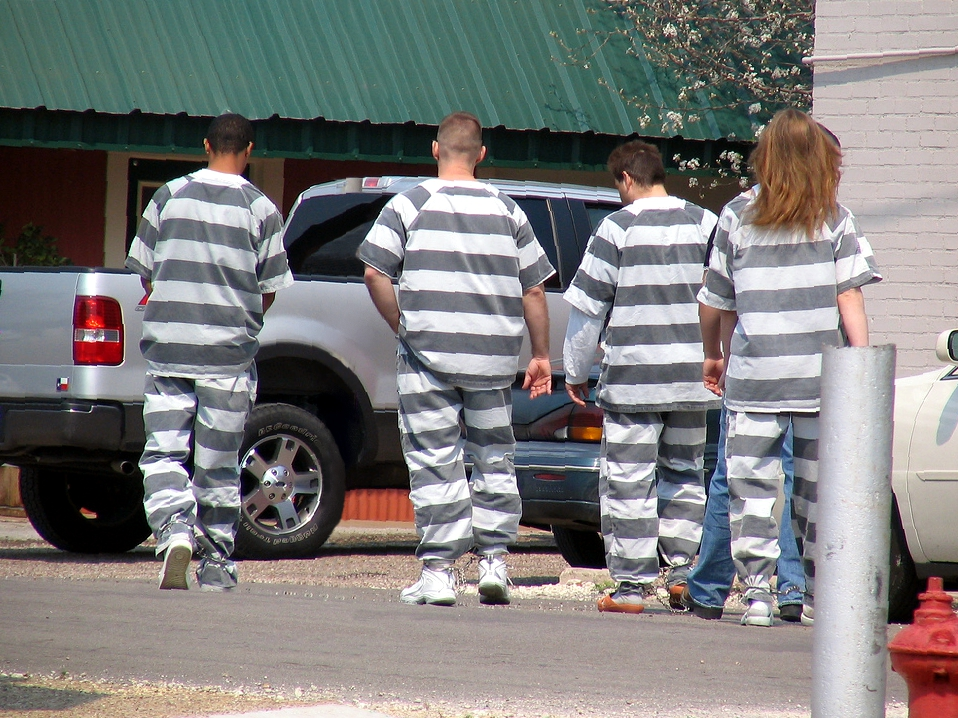
Chain gang moderne, Meridian, Texas